# Cymbopogon rectus
Cymbopogon rectus är en gräsart som först beskrevs av Ernst Gottlieb von Steudel, och fick sitt nu gällande namn av Aimée Antoinette Camus. Cymbopogon rectus ingår i släktet Cymbopogon, och familjen gräs. Inga underarter finns listade i Catalogue of Life.